# Personaggi di Scrubs - Medici ai primi ferri
Questa pagina contiene informazioni relative ai personaggi della serie televisiva statunitense Scrubs - Medici ai primi ferri.

## Personaggi principali
- J.D. (stagioni 1-9), interpretato da Zach Braff, doppiato da Alessandro Quarta.
- Elliot Reid (stagioni 1-9), interpretata da Sarah Chalke, doppiata da Chiara Colizzi.
- Christopher Turk (stagioni 1-9), interpretato da Donald Faison, doppiato da Nanni Baldini.
- Carla Espinosa (stagioni 1-8), interpretata da Judy Reyes, doppiata da Ilaria Latini.
- Perry Cox (stagioni 1-9), interpretato da John C. McGinley, doppiato da Angelo Maggi.
- Robert Kelso (stagioni 1-9), interpretato da Ken Jenkins, doppiato da Carlo Reali.
- Inserviente (stagioni 1-9), interpretato da Neil Flynn, doppiato da Nino Prester.
- Denise Mahoney (stagioni 8-9), interpretata da Eliza Coupe, doppiata da Domitilla D'Amico.

## Personaggi secondari
Vari membri della produzione di Scrubs sono apparsi in ruoli secondari all'interno della serie, come ad esempio Mike Schwartz nel ruolo di Lloyd il fattorino e Randal Winston nel ruolo della guardia di sicurezza Leonard, l'afroamericano con l'uncino. Nel 23º episodio della prima stagione, Il mio eroe, c'è una scena in cui viene ripreso il tabellone delle prenotazioni per la sala operatoria, dove è segnato che ad operare c'è Bill Lawrence.

### Jordan Sullivan
(Jordan Sullivan, Il mio viaggio a vuoto)
Jordan Sullivan (Christa Miller) è la compagna (ed ex moglie) del dottor Cox. Compare per la prima volta nella prima stagione, nell'episodio il mio sbaglio, in cui ha un rapporto con J.D., il quale è ignaro del legame che la donna ha col suo capo. Il carattere di Jordan è duro, a tratti maligno, ma a tratti nasconde una insicurezza di fondo, ad esempio quando non vuole rivelare al dottor Cox che il primo figlio Jack è suo, per paura di perderlo. È perfida e con manie di grandezza, tanto che a volte tratta Cox o J.D. come stracci, senza che loro possano controbattere per via della sua superiorità o semplicemente perché la temono. Nel rapporto con Cox è scherzosa, ma svolge decisamente il ruolo dominante. Il personaggio, inizialmente relegato ad un ruolo di secondo piano, sul finire della prima stagione viene sviluppato sempre più, fino ad entrare ad essere uno dei personaggi fissi della serie, anche se non uno dei principali.

### Theodore Buckland
(Ted Buckland, frase ricorrente)
Ted (Sam Lloyd) è il consulente legale dell'ospedale Sacro Cuore, nonostante mostri più volte una conoscenza della legge a dir poco approssimativa. Lavora a stretto contatto con il dottor Kelso, di cui è completamente succube. Il primario infatti lo maltratta in ogni circostanza, denigrandolo e sfruttando il suo carattere debole e passivo. Uno dei leitmotiv del personaggio sono i ripetuti tentativi di suicidio dal tetto dell'ospedale, che si risolvono sempre in un nulla di fatto, con l'immancabile commento «Codardo» da parte di Kelso; una delle fantasie ricorrenti di Ted è l'omicidio del dottor Kelso. Un altro dei leitmotiv è il rapporto con la madre, con la quale Ted, nonostante abbia superato la quarantina e abbia un matrimonio fallito alle spalle, divide l'appartamento e con la quale ha un rapporto quasi, se non del tutto, adolescenziale. Poche ma epiche sono le vittorie: a titolo d'esempio, nella puntata La loro storia, di cui Ted è uno dei protagonisti, l'avvocato riesce ad aiutare le infermiere in protesta senza farsi scoprire. La puntata 8 dell'ottava stagione vede Ted innamorato di Stephanie Gooch, una suonatrice di ukulele (Kate Micucci), con cui si fidanza al termine dell'episodio. Nella serie TV Cougar Town Ted in una delle sue apparizioni afferma di essere stato lasciato da Gooch per il chirurgo Hooch.

### Todd Quinlan
"Il Todd" (Robert Maschio) è un chirurgo collega di Turk. È un narcisista e fissato col sesso, non manca di rivolgere frasi dai più o meno espliciti doppi sensi a sfondo sessuale alle dottoresse e alle infermiere dell'ospedale. Dopo aver parlato con Molly Clock "guarirà" per un giorno e chiederà scusa a tutte le donne dell'ospedale spiegando che il suo rapporto perverso con le donne deriva dal fatto di aver fatto sesso con la propria madre (e in seguito si scoprirà che anche il padre lo influenzava commentando in modo perverso su ogni bella ragazza che incontrava in sua presenza). Con il trascorrere della serie emerge il suo lato bisessuale: infatti, a partire dalla quarta stagione inizierà a manifestare interesse sessuale anche verso gli uomini, senza però smettere di rivolgere molestie verbali al personale femminile del Sacro Cuore. La sua fissa per il "cinque" in ogni occasione è tale che, nell'ottava stagione, proibirà ad un nuovo specializzando di utilizzarlo, in quanto è il suo "marchio di fabbrica". Ad ogni puntata inventa un nuovo "cinque", spesso sfruttando le parole dette nel discorso precedente.

### Doug Murphy
(Doug, dopo aver ritrovato un cadavere smarrito vicino a un distributore automatico)
Doug (Johnny Kastl) entra al Sacro Cuore come specializzando assieme a J.D. ed Elliot, ma è del tutto incapace e finisce per uccidere tutti i suoi pazienti, tanto che il dottor Kelso gli regalerà un dolcetto quando riuscirà a non far morire nessuno per quattro giorni. L'episodio dove è protagonista è la 9ª puntata della 4ª stagione, "La mia difficile decisione", in cui, ancora ripetente specializzando, viene recluso da Elliot nell'obitorio, dove trova la sua vocazione di patologo: gli è sufficiente un'occhiata per capire la ragione della morte di qualcuno; nonostante ciò odia i cadaveri e rimane comunque impacciato e "nervosetto", come lo aveva soprannominato Cox quand'era specializzando. Stando a contatto con i cadaveri, ha sviluppato anche un certo cinismo.

### Laverne Roberts
(Laverne, Smorfia ricorrente)
Laverne (Aloma Wright) è un'infermiera del Sacro Cuore, molto religiosa. Ama le telenovelas ed ha fama di essere il mezzo più veloce per far circolare un pettegolezzo nell'ospedale. Canta nel gruppo gospel della sua chiesa e nella puntata "Il mio viaggio verso casa" canta in ospedale contro J.D. Molto spesso giudica gli altri, soprattutto quando si lasciano andare ad "atti impuri", citando sempre Gesù a testimone.
Nella puntata "Il mio pessimo motivo", il dottor Cox (che al contrario di lei è molto scettico e cinico sul piano religioso) cerca ripetutamente di farle ammettere che le cose brutte della vita accadono per caso e non sono parte di un disegno divino volto a realizzare un bene più grande. Dopo alcuni battibecchi, Laverne convince Cox a lasciarla in pace con la sua fede, perché senza di essa non potrebbe sopportare tutto quello che vede ogni giorno in ospedale.
Il giorno dopo, Laverne rimane coinvolta in un incidente d'auto mentre si reca al lavoro e finisce in coma. Tutti i personaggi si avvicendano a turno nella sua stanza per darle l'ultimo addio (ne viene dichiarata la morte cerebrale, suo marito e suo figlio autorizzano lo spegnimento delle macchine). Solo Carla non accetta che la sua amica se ne stia andando e per tutto l'episodio crede di vedere una seconda Laverne che la segue e le parla. Si tratta in realtà della coscienza di Carla stessa, che cerca di convincerla ad accettare la morte della collega. Si comprende in questa puntata quanto fosse rispettata da tutto l'ospedale, compresi l'inserviente (per i suoi motivi strampalati e anche perché la stimava), Ted (lei gli disse che un giorno lui sarebbe stato un uomo felice e lo fece in modo serio e sincero), Kelso (che le darà anche un bacio e Carla scopre che lo aveva già fatto una volta in passato perché attratto da lei) e persino Todd (che afferma che era l'unica con cui non avrebbe mai fatto sesso perché la rispettava). Nella puntata ancora successiva si celebra il suo funerale.
Aloma Wright ritorna nella settima stagione per interpretare una nuova infermiera di nome Shirley. Nessuno tuttavia nota la somiglianza, tranne J.D. che la soprannomina "l'altra Laverne", appellativo che Shirley non sembra gradire.
I nomi dei due personaggi sono una citazione della sitcom degli anni 80 Laverne & Shirley, spin-off del celebre Happy Days.

### Keith Dudemeister
Keith (Travis Schuldt) è uno specializzando che compare all'inizio della quinta stagione. Inizialmente timido e impacciato (tanto da doversi porre un giorno, come obiettivo, di "trovare il coraggio di parlare"), si rivelerà in seguito uno dei migliori specializzandi del suo gruppo, suscitando l'odio di J.D., suo mentore. Elliot lo sceglie come suo "trastullo" (amante senza impegno), ma finirà per diventarne il fidanzato. Riuscirà a conquistare anche le simpatie di J.D., tanto da diventarne amico (seppur mantenendo, anche nell'amicizia, il rapporto di subalternità che lo lega a J.D. sul lavoro, finendo spesso per farsi "usare" da lui in vario modo). Dopo qualche tempo e superate le prime, difficili fasi della convivenza, Keith compie il grande passo e chiede ufficialmente a Elliot di sposarlo. Il cognome di Keith è di origine tedesca e non è traducibile in maniera precisa, poiché in lingua tedesca il termine dude non esiste. Le sue radici sono effettivamente tedesche, tanto che nell'organizzare i tavoli per il pranzo dopo matrimonio Elliot dirà: «È impossibile mettere tutti i Dudemeister allo stesso tavolo senza che la cerimonia assomigli all'Oktoberfest!».
All'inizio della settima stagione, a una settimana dal matrimonio, Elliot si rende conto che non vuole veramente sposare Keith e lo lascia, per poi averci rapporti occasionali ogni tanto. Keith la insulterà e riderà per diversi episodi quando si incontrano, ma solo dopo che Ted le parlerà Elliot capisce che il giovane in realtà soffre ancora molto per la fine della loro relazione, così la dottoressa gli parlerà e gli chiederà sinceramente scusa. Keith poi scompare dalla scena, per ricomparire come cavaliere nell'ultima puntata "La mia principessa".

### Kim Briggs
Kim (Elizabeth Banks) è l'urologa dell'ospedale. Compare solo alla fine della quinta stagione, ma viene rivelato che in realtà lavora al Sacro Cuore sin da quando J.D. iniziò il suo internato. Il giovane non si era mai accorto di lei perché all'epoca era sposata e la sua mente ignora automaticamente le ragazze con una fede al dito. Quando Kim divorzia, la mente di J.D. sembra in qualche modo accorgersene e smette di "scartare" l'immagine di Kim, nonostante questa porti ancora la fede al dito. J.D. si fa quindi avanti ed inizia a uscire con lei, ma al secondo appuntamento riesce accidentalmente a metterla incinta, nonostante il rapporto non fosse stato quasi per nulla consumato. I due si interrogano a lungo se portare avanti la gravidanza o meno, optando infine per la prima ipotesi. Kim però ha deciso di accettare un nuovo lavoro a Washington, che separerà la coppia per quattro mesi. Durante questo periodo Kim viene assalita dai dubbi, temendo in particolare che J.D. stia ancora con lei solo per un obbligo verso il bambino. Così, quando J.D. va a farle visita per essere presente alla prima ecografia, Kim gli racconta di avere avuto un aborto naturale. L'urologa ha inoltre deciso di accettare un impiego permanente a Washington, così i due a malincuore si separano.
Alla fine della sesta stagione, J.D. accompagna Turk a un congresso di medicina a Phoenix, dove a loro insaputa è presente anche Kim fra i relatori. Quando la dottoressa sale sul palco, è ormai chiaramente incinta di diversi mesi e J.D. scopre di essere stato ingannato. Dopo una breve conversazione, J.D. le fa capire di essere fuori di sé dalla rabbia e cerca in tutti i modi di evitarla, ma Kim, pentitasi di avergli mentito, lo incalza seguendolo fino al Sacro Cuore e poi a casa. I due si confrontano e, sebbene J.D. non riesca a perdonarla per l'inganno, decide di aiutarla a far nascere il bambino. Alla fine il giovane, dopo molte suppliche di Kim, decide di concedersi una seconda occasione con lei come coppia. Al momento del parto, J.D. confessa di non amarla più e che probabilmente se non fosse per il bambino non starebbero insieme. Kim, furiosa, lo caccia dalla sala parto, ma J.D. alla fine, pur essendo insultato a più riprese, torna da lei per starle vicino al momento del parto. La loro relazione si chiude quindi definitivamente con la nascita di Sam Perry Gillygan Dorian (Sam come il padre di J.D., Perry perché gli "piaceva come suonava..." e Gillygan per via di una scommessa persa con Turk). Nell'ottava stagione Kim inizia una relazione con Sean Kelly, ex ragazzo di Elliot, e questo creerà diversi imbarazzi all'inizio tra J.D. e quest'ultimo, ma alla fine chiariranno amichevolmente tutto. J.D. decide di trasferirsi vicino a Kim per stare vicino a Sam e la donna è felice perché suo figlio potrà vedere molto più spesso il padre e alla fine J.D. andrà a lavorare nel suo stesso ospedale quando il primario di Kim gli offre un posto come direttore sanitario.

### Phillip Wen
Il dottor Phillip Wen (Charles Rahi Chun) era un chirurgo e primario di Chirurgia al Sacro Cuore fino alla sua partenza per motivi familiari.
Fu medico di guardia per tre anni dal momento in cui J.D. e Turk entrarono al Sacro Cuore. Si dimostra molto qualificato, ha un approccio distaccato, molto professionale e zelante con i suoi tirocinanti. Generalmente si presenta piuttosto pacato, non ama le perdite di tempo o gli esibizionismi, differenziandosi dalla maggior parte dei chirurghi del Sacro Cuore, specialmente Chris Turk. È comunque rivale di Cox per la classica faida tra medici e chirurghi dell'ospedale. Durante il suo periodo Turk non era ancora il miglior assistente di chirurgia, ma il Todd, come rivelerà lui stesso. È sposato e una volta è rimasto coinvolto in un incidente d'auto, nel quale sua moglie si è fratturata entrambe le gambe.

### Walter Mickhead
Il dottor Walter Mickhead (Frank Encarnacao) è un medico del Sacro Cuore. Nella quinta stagione, nell'episodio La sua storia IV, si scopre che è stato sotto processo e sotto indagine da parte della polizia per l'omicidio della sua ex moglie. Lo stesso Walter cercherà di far sparire il martello con cui uccise la moglie regalandolo a Julie, ex fidanzata di J.D. Walter fu comunque arrestato e incarcerato. Uscì dal carcere poco tempo dopo, nell'episodio Il mio cavolo, per mancanza di prove.
Nell'ottava stagione ha una breve relazione con la dottoressa Maddox, ma che finirà quando questa sarà licenziata dall'ospedale.
Nella versione italiana ogni tanto viene chiamato dottor "Foglione".

### Seymour Barberio
Il dottor Barberio (Geoff Stevenson) è un anziano medico del Sacro Cuore che tutti chiamano scherzosamente "Barbablu", cosa che però a lui non piace. Inizialmente ha detenuto il record in ospedale per l'appendicectomia più veloce fino a quando non è stato battuto da Turk. Egli è spesso un po' permaloso sulla sua barba e reagisce in maniera stizzita ogni volta che qualcuno fa una battuta in merito. Agli altri medici piace giocare a "maccheroni" con la barba di Barberio usandola come bersaglio. Il gioco è semplice: lanciare i maccheroni centrando la sua barba. Inoltre, Elliot non gli ha dato l'invito al suo matrimonio e Jordan l'invito al battesimo di Jennifer Dylan. Nella versione in lingua originale il nome è Beardfacé, ma è stato adattato per mantenere il gioco di parole Beardfacé - Beardface (dovuto alla sua barba).

### Paul Zeltzer
Paul (Bob Clendenin) è l'oncologo dell'ospedale. Compare in diversi episodi. Paul è sposato ed è considerato da tutti un personaggio strambo e inquietante, in quanto appassionato di scambismo e di spycam. In un'occasione, durante una cena di coppia con il dottor Cox e Jordan, droga entrambi gli ospiti con il consenso della moglie.

### Coleman Slawski
Slawski Coleman (Bob Bencomo), noto anche come il "dottor Colonnello", è un medico del Sacro Cuore e padre di Lloyd Slawski il fattorino, fatto che si scopre nella nona puntata della sesta stagione. J.D. non aveva mai conosciuto il nome di Slawski fino a quando l'inserviente lo ha sfidato a imparare i nomi di tutti i membri del personale. Nell'episodio "Il mio nuovo ruolo" si scopre che il "colonnello" è sobrio da due anni.

### Troy
Troy (Joe Rose) è un ausiliario della mensa dell'ospedale. È amico dell'inserviente, con il quale infastidisce il protagonista J.D., suggerendo sempre di ricorrere alla violenza. Non è molto intelligente e storpia spesso le parole; una volta viene involontariamente insultato da J.D., il quale dice all'inserviente che in fondo non è poi un fallito, essendo non caduto così in basso da ridursi a distribuire mestolate di ragù, proprio mentre Troy svolgeva quel lavoro.
Era uno dei membri originali del "club dei cervelloni" fondato dall'inserviente.

### Frank Underhill
Il tenente Frank Underhill (Steven Cragg) è una guardia di sicurezza che lavora presso l'Università Winston. Viene sempre visto in compagnia del capitano Melvis Duncook, insieme al quale gira con una golfcart all'interno del campus dell'università. Una volta, Frank scosse un albero dove J.D. rimase impossibilitato a scendere per aiutarlo. Appare unicamente nella nona stagione come controparte per la mancanza dell'Inserviente.

### Maya
Maya (Nicky Whelan) è una studentessa di medicina presso l'Università Winston.
Non viene mai presa in seria considerazione dal dottor Cox a causa della sua voce troppo sottile e viene soprannominata "top model".
Fa parte di un gruppo di studio assieme a Lucy, Cole, Drew e Trang, con il quale è anche fidanzata.

### Katie Collins
La dottoressa Katie Collins (Betsy Beutler) è una specializzanda al Sacro Cuore durante l'ottava stagione.
Ha un carattere molto gentile con la gente, ma in realtà vuole solo leccare i piedi ai superiori e prendersi il merito del lavoro degli altri, fino al punto di sabotare le risposte dei suoi compagni ("I miei cretini"). Dopo una discussione con Carla ha deciso di essere più umile e vulnerabile alle opinioni della gente e di chiedere aiuto, invece di fare la dura, e di smetterla di usare il suo difficile passato familiare come scusa per il suo comportamento.

### Jimmi
Jimmi (Taran Killam) è un assistente eccessivamente sensibile che ama toccare la gente, ma in modo eccessivo, per questo motivo è chiamato "l'assistente smanaccione". Grazie a J.D. toccherà la gente solo dalla vita in su. Fu licenziato dalla dottoressa Maddox in seguito a un "massaggio sul viso".
Dopo essere stato riassunto partecipa al "commedy show" organizzato da J.D. e Turk, ma ottiene scarso successo (infatti, dopo numerose battute nessuno) e viene invitato a lasciare il palcoscenico da JD.È un membro del "club dei cervelloni" fondato dall'inserviente nell'ottava stagione, dopo l'ennesima defezione di Doug.Compare nella puntata "Il mio finale" in una fantasia di JD nella quale massaggia il dottor Barberio.

### Lucy Bennett
Lucy Bennett (Kerry Bishé) è una studentessa di medicina, nella nona e ultima stagione la serie è praticamente incentrata su di lei, in qualche modo sostituendo la figura di JD, tanto che come lui ha spesso fantasie oltre ai suoi monologhi interiori. Ragazza ingenua e insicura, studiando alla facoltà di medicina imparerà col tempo la dura realtà del mondo medico, JD è con lei apprensivo, ma qualche volta anche meschino, ma solo allo scopo di temprarle il carattere. È una persona buona, speranzosa e altruista. 
Ha un buon rapporto con la sua famiglia. Non è molto brava a gestire le proprie esigenze personali, tanto da trascurarsi, prendendo a volte scelte sbagliate che la mettono in una cattiva posizione. Come riflesso delle sue insicurezze cerca sempre tra i suoi superiori qualcuno da prendere a modello. Intraprende una relazione con Cole, benché i due sul piano caratteriale siano totalmente diversi. Il suo animale preferito è il cavallo, infatti li adora.

### Drew Suffin
Drew Suffin (Michael Mosley) studente della facoltà di medicina, benché sia un uomo sulla trentina, in passato quando era più giovane aveva assunto un atteggiamento fin troppo competitivo, col risultato che per via dello stress abbandonò gli studi, adesso che ha deciso di tornare alla facoltà di medicina si rivela una persona tranquilla e sicura di sé, tanto che il suo mentore Cox lo definisce il suo N°1, cosa che scatena in JD una forte invidia nei riguardi di Drew.
Nel periodo in cui abbandonò gli studi a quando ha deciso di riprendere il suo percorso per diventare medico, ha vissuto una vita travagliata, tanto che si sposò incautamente (al momento è in piena causa di divorzio) ha persino vissuto in una comune, a quanto pare è stata la conseguenza di un investimento collettivo finito male, non si tiene in contatto con i suoi genitori, a suo dire loro probabilmente non sanno nemmeno se lui è vivo o morto.
Probabilmente è proprio perché è più avanti con gli anni rispetto agli altri studenti che al contrario di loro è più concentrato e meno incline a lasciarsi trasportare dal nervosismo, infatti per loro Drew è un punto di riferimento. Lui e Denise intraprendono una relazione.

### Cole Aaronson
Cole Aaronson (Dave Franco) è uno studente della facoltà di medicina, la sua è una famiglia molto ricca, sono loro a capo della facoltà, tra l'altro sua madre è una conoscente di Jordan. Ragazzo competitivo, vanitoso, infantile, superficiale e arrogante, anche se in realtà questi suoi comportamenti celano un carattere insicuro. È attrattato da Denise, ma lei lo trova praticamente disgustoso. Ama ripetere sempre il suo nome. Le persone lo travano quasi sempre antipatico. Intraprende una relazione con Lucy, solo con lei riesce a tirare fuori il lato più gentile e altruista della sua personalità.
Turk gli diagnostica un melanoma maligno, in un primo momento prende la cosa con ironia, ma col tempo inizia a maturare un po' di paura, guarisce in seguito all'operazione che va a buon fine. Questa esperienza lo porta a prendere la decisione di diventare un chirurgo, e Turk decide di fargli da mentore nell'ultimo episodio.

## Personaggi ricorrenti
In Scrubs compaiono molti personaggi che partecipano a poche puntate ma influenzano i personaggi principali:
- Benji Sullivan: fratello di Jordan e miglior amico del dottor Cox; personaggio interpretato da Brendan Fraser. Lavora in un cantiere e nella sua prima comparsa nella prima stagione si ritrova in ospedale a causa di un chiodo infilzato in una mano. Ha l'abitudine di scattare foto a tradimento con la sua inseparabile Polaroid. Nella stessa puntata scopre di avere la leucemia e dopo una cura iniziale al Sacro Cuore decide di partire per una sorta di viaggio sabbatico, da lui chiamato "Leucemia Tour". Ricompare brevemente nella terza stagione, in cui ritorna in occasione del compleanno del nipotino Jack, primo figlio di sua sorella Jordan e del dottor Cox. Nei due anni di "leucemia tour" Ben ha però sistematicamente evitato ogni controllo medico (forse sapendo di avere sin dall'inizio scarse possibilità di guarigione) e si ricovera di nuovo al Sacro Cuore, dove Cox lo affida alle cure di J.D. Ben morirà tuttavia poco dopo per arresto cardiaco, come conseguenza della leucemia: Cox avrà difficoltà ad accettarne la morte e per un'intera puntata si convince che il suo migliore amico sia ancora al suo fianco.
- Danni Sullivan: sorella di Jordan ed ex fidanzata di J.D.; personaggio interpretato da Tara Reid. Compare nella terza stagione e si fidanza con J.D., che la lascia dopo qualche puntata; i due si rifidanzano dopo poco, per poi lasciarsi di nuovo. Alla fine della terza stagione (al matrimonio di Turk e Carla), Danni "se la spassa" con Dough e Ted per poi fuggire con Sean, il ragazzo di Elliot. Ricompare nella 4ª stagione ne "La mia quarantena".
- Kevin Casey: medico ossessivo-compulsivo, interpretato da Michael J. Fox. Fa la sua entrata nella terza stagione, nella puntata "Il mio catalizzatore". Viene presentato come "un superdottore" per via della sua doppia specializzazione (chirurgia e medicina): lascia di sasso sia il dottor Cox, trovando la soluzione a una diagnosi a cui questi non arrivava, sia Turk, che si vede superare il record di velocità in colecistectomie lo stesso giorno in cui supera quello del Todd. Turba anche J.D., dicendogli che trova patetico chi dopo il terzo anno di medicina ha ancora bisogno di un mentore. Casey ha un disturbo ossessivo-compulsivo che lo obbliga a compiere una serie di "tic" e gesti rituali, come ad esempio toccare una serie di oggetti secondo un certo ordine prima di uscire da una stanza, inoltre si lava le mani per ore dopo aver concluso un intervento chirurgico. Nonostante queste ossessioni, però, Casey è incredibilmente maturo nel gestirle. J.D. lo vede sfogare nel bagno l'odio verso queste sue manie e Casey gli spiega che chiunque al mondo ha i propri problemi personali e che non voleva essere una delle persone che li scaricano sugli altri. Per tutta la puntata "Il mio Dio di porcellana" cerca inutilmente di superare queste sue ossessioni che gli impediscono di usare il "gabinetto delle rivelazioni", un WC montato sul terrazzo dell'ospedale dall'Inserviente, ma alla fine ci riuscirà. Scompare dopo aver aiutato Elliot a usare quel gabinetto per avere una rivelazione sulle intubazioni intratoraciche.
- Sean Kelly: due volte fidanzato di Elliot; personaggio interpretato da Scott Foley. Compare nella prima stagione come un paziente di cui Elliot si innamora. Le cose non vanno però bene tra i due, poiché la dottoressa è troppo presa dal suo lavoro e finiscono per lasciarsi. Si rivedono nella terza stagione, dove si scopre che lui fa l'addestratore di delfini; si rifidanzano per poi lasciarsi di nuovo quando J.D. si dichiara a Elliot, credendola l'amore della sua vita. Accortosi poco dopo di essersi sbagliato, J.D. cerca di rimediare portando Sean al matrimonio di Turk e Carla nel tentativo di ricomporre la coppia, ma la frittata ormai è fatta e Sean alla fine se ne va con Danni. Verso la fine dell'ottava stagione, si scopre che sta uscendo con Kim, la ragazza con cui J.D. ha avuto il piccolo Sam, e che a farli incontrare è stata la stessa Elliot, cosa che crea non poco imbarazzo tra i vari personaggi coinvolti. Nelle confidenze tra Elliot e Kim, si scopre che J.D., sorprendentemente, è più bravo a letto di lui (ma non nei preliminari, a detta di Kim).
- Dan Dorian: fratello di J.D.; personaggio interpretato da Tom Cavanagh. È il fratello maggiore di J.D., da piccolo Dan si divertiva a torturarlo e per questo il medico lo odia. Fino alla quinta serie fa il barista tre volte a settimana, vive nella mansarda della madre e guida la macchina del padre. Dan fa di tutto per cercare di farsi perdonare da J.D., ma finisce sempre per peggiorare la situazione: alla morte del padre, ad esempio, Dan finisce a letto con Elliot, mentre il fratello ne era ancora innamorato; in un'altra situazione vede che J.D. inizia a detestare il suo lavoro, sentendolo parlare in modo cinico a proposito di un anziano affetto da demenza e, quando glielo fa notare, il dottore gli risponde che non può permettersi di fare il moralista, visto che l'aveva chiamato perché si sentiva triste a causa di Elliot e, invece, Dan non ha fatto altro che approfittare dell'ospitalità del fratello e lamentarsi della madre. Quella sera, Dan si mette contro il dottor Cox, che ritiene responsabile di aver fatto odiare a J.D. il proprio lavoro, dicendogli di sapere perfettamente che il fratello non lo avrebbe mai stimato, quindi Cox, visto da J.D. come un modello, doveva prendere sul serio la sua responsabilità di mentore, altrimenti gliel'avrebbe fatta pagare. Dopo una "lavata di capo" sul suo stile di vita da parte di J.D. nella quinta serie, decide di smettere di vivere come un fallito e di sostenere un colloquio di lavoro al quale non voleva presentarsi. Ricompare nella settima stagione, in cui viene rivelato che ora è uno speculatore nel settore immobiliare, ha appena comprato un appartamento per vivere finalmente da solo, guadagna molto e, per ripagare il fratello, gli regala una nuova auto per poter andare a trovare suo figlio. J.D., all'inizio, reagisce in modo infantile, rompendo (dopo decine di tentativi) il parabrezza dell'auto regalatagli da Dan e dicendo di non sopportare questo nuovo e ottimo stile di vita del fratello, perché lo sfigato tra loro due doveva restare quest'ultimo. Dan, a queste parole, gli dice l'ultima cosa che J.D. si sarebbe mai aspettato di sentire: «Devi crescere». Grazie a queste stesse parole, J.D. capisce di essere ancora infantile nel modo in cui affronta la vita e di dover diventare più responsabile, specie verso il figlio appena nato e invita Dan ad andare a trovarlo insieme a lui.
- Marco Espinosa: fratello di Carla, interpretato da Freddy Rodríguez. È la nemesi di Turk per via di un "incidente" capitatogli al funerale della madre di Carla: il chirurgo, infatti, scambia Marco per un parcheggiatore a causa del suo gilet e da allora è guerra aperta. Marco fa credere alla sua famiglia di non aver mai imparato l'inglese, ma in realtà lo conosce e lo usa a suo vantaggio contro Turk, che però finirà per accorgersene e lo rivelerà a Carla. Al matrimonio della sorella, si offre di scrivere il giuramento per Turk, che non è riuscito a pensare a nulla di buono. È in realtà l'ennesimo tiro mancino al futuro cognato: Marco copia il discorso da un dialogo del film Harry, ti presento Sally..., facendo fare a Turk una pessima figura.
- Molly Clock: psichiatra, interpretata da Heather Graham. Compare all'inizio della quarta serie, rimane per parecchio tempo e diventa la guida di Elliot, è sempre ottimista e nonostante Cox e Kelso cerchino di rattristarla in una puntata non ci riusciranno. Alla festa per la sua partenza si bacia con J.D., che non farà che vantarsene per tutta la giornata, ma alla fine non combineranno niente, poiché prima Elliot e poi l'inserviente lo ostacoleranno. Torna dopo qualche puntata quando J.D. si è fidanzato con Kylie: lui esce con Molly, ma rinuncia a portarsela a letto per stare con Kylie, ma finisce per rivelarlo alla stessa, che lo lascia.
- Randall: tormento di J.D; personaggio interpretato da Martin Klebba. Il "nano" (per via della sua statura) Randall compare nei pensieri di J.D. come karateka che dà "micidiali pugnetti" nelle parti basse; il medico lo sogna solo quando è nei paraggi dell'ospedale, come quando è lì come paziente e quando verrà assunto come inserviente, diventerà poi capo del sindacato degli inservienti al posto dell'Inserviente, che lo sfiderà in tutto e perderà sempre. Nonostante la sua statura e la sua muscolatura, Randall è incredibilmente forte, tanto che l'Inserviente viene messo in ginocchio da una sua stretta di mano senza fatica, definendola una "morsa meccanica". I due fanno spesso la lotta e vince sempre senza difficoltà.
- Ed Dhandapani: specializzando dell'ospedale, interpretato da Aziz Ansari. Compare dall'ottava stagione nell'episodio 1: "I miei cretini"; è svogliato ed è per questo antipatico al dottor Cox, tuttavia è il migliore fra gli specializzandi, ma è pigro e troppo concentrato sul lanciare nuove "mode" all'interno dell'ospedale, divertirsi, giocare ai videogiochi e vagare qua e là. Questa sua caratteristica sarà anche la causa del suo licenziamento da parte del dottor Cox nell'episodio 8: "Il mio Avvocato Innamorato".

## Guest star
Molte guest star sono apparse più volte nella serie, spesso dando vita a dei personaggi veri e propri e non ad estemporanee comparse in singoli episodi. Tra queste figurano:
- Colin Farrell nel ruolo di Billy Callahan, un ragazzo irlandese che dopo una rissa porta all'ospedale l'uomo che ha colpito (14º episodio, stagione 4).
- Colin Hay, leader del complesso Men at Work, nel ruolo di sé stesso nel 1º episodio della seconda stagione. Le sue canzoni compariranno più volte nella colonna sonora della serie. Nel 2º episodio della settima stagione Colin Hay ricomparirà in uno dei flashback di J.D., al termine del quale il protagonista dice: «Mi chiedevo dove si fosse nascosto!». Ricompare, insieme a molti altri personaggi, nell'ultimo episodio dell'ottava serie, quando J.D. rivede molti dei personaggi incontrati in quegli anni.
- Courteney Cox nel ruolo della dottoressa Taylor Maddox, nuovo primario nei primi episodi dell'ottava stagione. Nel terzo episodio dell'ottava stagione, La mia ancora di salvataggio, la dottoressa Maddox dice al dottor Cox: «Bene, dottor Cox... buffo cognome, te l'hanno mai detto?". Cox fa una faccia incuriosita: difatti l'attrice che interpreta la dottoressa Maddox fa proprio Cox di cognome. Il dottor Cox, come tutto l'ospedale, la considera molto più meschina e fredda rispetto a Kelso, a cui chiedono aiuto per farla cacciare, grazie alle conoscenze di quest'ultimo dei segreti più scottanti sui membri del consiglio.
- Matthew Perry nel ruolo di Murray Marks, figlio adottivo di un paziente di J.D., al quale deve donare un rene (11º episodio, stagione 4).
- David Copperfield nel ruolo di se stesso in un flash di J.D. nella seconda stagione.
- John Ritter nel ruolo di Sam Dorian, padre di J.D., morto nella quarta stagione per un infarto.
- Phill Lewis nel ruolo di Hooch, un medico ritenuto pazzo da buona parte del personale dell'ospedale a causa della sua irritabilità. J.D. e Turk si divertono alle sue spalle, facendolo arrabbiare sempre di più con scherzi di vario genere, fino a fargli davvero perdere il controllo: infatti finirà col prendere in ostaggio degli specializzandi, venendo licenziato.
- Nestor Carbonell nel ruolo del dottor Ron Ramirez, un chirurgo plastico.
- Masi Oka nel ruolo di Franklin.
- Heather Locklear nel ruolo di Julie, rappresentante di una casa farmaceutica. Donna di costumi facili, fa spesso uso delle sue doti di seduttrice per vendere farmaci. Inizia una relazione col dottor Cox, finché Jordan non torna, incinta (senza però rivelargli che il bambino sia suo), dichiarando di volersi riprendere l'ex marito. Julie e Jordan entrano quindi in competizione per le sue attenzioni, ma Cox sceglierà Jordan.
- D.L. Hughley nel ruolo di Kevin, fratello di Turk.
- Kelli Williams nel ruolo di Kristen Murphy, studentessa di chirurgia guidata da Turk. Attratta e ricambiata dal dottor Cox, Turk le proibisce di frequentare il medico, ma questo la porta a desiderare ancora di più Perry (proprio come Turk aveva previsto, per aiutare il medico con la donna), con cui inizierà una breve relazione, terminata quando lei capisce che Cox è attratto più da Carla che da lei.
- Dick Van Dyke nel ruolo del dottor Townshend. Amato da tutti all'interno dell'ospedale, essendo l'esatto opposto del dottor Kelso, è stimato molto anche dall'Inserviente. Paradossalmente è anche un grande amico proprio di Kelso, che però non gli perdona di avergli presentato sua moglie. Quando J.D. spiega a Kelso che il dottor Townshend non sembra conoscere le tecniche mediche più recenti e meno rischiose per il paziente, il primario scopre che l'amico non segue corsi di aggiornamento, necessari per poter dare le migliori cure. Quando spiega a Kelso di non avere la forza per seguire anche quei corsi, Kelso, a malincuore, lo licenzia.
- Nicole Sullivan nel ruolo ricorrente della paziente ansiosa e stressata dal lavoro Jill Tracy. Va molto d'accordo con Elliot a causa della loro somiglianza, ma è poco sopportata sia da J.D. sia da Cox in quanto logorroica, ma i due la trattano comunque bene quando capiscono che ha attraversato un momento difficile che l'ha portata a tentare il suicidio. Muore di rabbia verso la fine della quinta stagione.
- Josh Randall nel ruolo di Jake, l'amore di Elliot verso la fine della quarta stagione. È un bravissimo ragazzo, sebbene sia restio a mostrare le sue emozioni, sia felici sia tristi. Viene lasciato da Elliot quando si rende conto che non hanno assolutamente niente in comune.
- Julianna Margulies nel ruolo di Neena Broderick.
- Amy Smart nel ruolo di Jamie Moyer, moglie di un paziente in coma (per questo nota anche come "BSC", la "Bella Sposina del Coma", "TCW" nella versione originale, "Tasty Coma Wife"), con la quale J.D. ha una relazione. Come afferma Elliot, a ragione, è una donna che adora i drammi e il senso del proibito, infatti arriva a fare l'amore con J.D. al rinfresco del funerale del suo defunto marito. La loro storia perde molto vigore quando essa si stabilizza e diventa "normale", così J.D. crea volutamente dei drammi per riaccendere la passione. Alla fine, il giovane le confessa di non volere una relazione basata su questo. Jamie capisce e i due iniziano una relazione seria, che, tuttavia, non prosegue e senza alcuna ragione. Nella quinta stagione Turk rivela che J.D. ha provocato la loro rottura per un motivo futile.
- Rick Schroder nel ruolo dell'infermiere Paul Flowers, con il quale Elliott esce durante la seconda stagione. Ha l'abitudine di correggere continuamente Elliot e di dirle cosa fare (seppur senza cattiveria), cosa che irrita terribilmente la giovane, che, dopo averglielo confessato, lo lascia.
- Elizabeth Bogush nel ruolo di Alex Hanson, con la quale J.D. esce durante la prima stagione. Il medico la lascia quando scopre che abusa dei farmaci dei pazienti che aiuta, dopo averle consigliato di rivolgersi ad uno psicologo.
- Cheryl Hines nel ruolo di Paige, sorella del dottor Cox. Diventata fervente cristiana, gli ricorda della loro infanzia difficile e del loro padre violento, ragion per cui Perry non riesce a sopportarla. Alla fine, dopo averglielo confessato, i due fanno pace. Paige è molto più forte di lui a basket, infatti non è mai riuscito a batterla.
- Bellamy Young nel ruolo della dottoressa Miller, primario di chirurgia e superiore di Turk, alter ego al femminile del dottor Cox come carattere. Stimata da Elliot e un po' attratta, ricambiata, da Cox, probabilmente a causa della sua somiglianza caratteriale con Jordan.
- Mandy Moore nel ruolo di Julie Quinn, fiamma di J.D. È molto imbranata e, come il giovane medico, anche a lei capita di avere strane fantasie. J.D. e Julie avranno delle difficoltà quando il ragazzo le rivela di non sopportare il fatto che non rida mai, esclamando, invece: «Quant'è divertente!» ogni volta. Alla fine riesce a superare tale fastidio, ma, quando Julie gli rivela di non avere in programma di sposarsi e farsi una famiglia ancora per diversi anni, la lascia.
- Billy Dee Williams nel ruolo di sé stesso. Nel 1980 Williams interpretò Lando Calrissian in L'Impero colpisce ancora; nell'episodio "Her Story II", Julie lo presenta a Turk come il proprio padrino e Turk, quando lo riconosce, con aria stupefatta lo chiama Lando, continuando a chiamarlo così per tutto il resto dell'episodio, nonostante Billy ostenti il suo vero nome.
- Jason Bateman nel ruolo del sig. Sutton.
- George Takei nel ruolo del sacerdote cattolico che dovrebbe sposare Turk e Carla. Turk lo sceglie per la sua somiglianza col capitano Hikaru Sulu di Star Trek, effettivamente interpretato proprio da Takei.
- R. Lee Ermey nel ruolo del padre dell'inserviente.
- Molly Shannon nel ruolo di una logorroica autista di ambulanza, che farà disperare il dottor Cox proprio a causa della sua inarrestabile parlantina (La mia ultima chance, stagione 4). In realtà è una donna che ha sofferto moltissimo perché suo figlio, ancora piccolo, morì in un incidente e ancora oggi le manca tanto. Decise di diventare paramedico perché ammirò l'impegno e la dedizione con cui i paramedici tentarono di salvarlo. Perry le fa fare amicizia col suo bambino, Jack, per tirarla su di morale.
- DJ Qualls nel ruolo del tirocinante di J.D. (17º episodio, stagione 1).
- Erik Estrada nel ruolo di Frank Poncherello. Compare ad un party organizzato per ricordare il personaggio che interpretava in CHiPs.
- Lela Lee nel ruolo di Bonnie Chang, la rivale asiatica di Turk nel 4º episodio della 2ª stagione ("La mia bocca larga"). Inizialmente è più abile di Turk come chirurgo, ma inferiore a Todd.
- Kit Pongetti nel ruolo di Ladinia Williams detta "Lady", fidanzata e poi moglie dell'Inserviente. È germofobica, una stranezza che la fa risultare ancora più interessante agli occhi del marito. Ha anche una parte come ricercatrice universitaria che occupa l'ufficio attiguo a quello del dottor Kelso nella puntata della seconda stagione "La mia filosofia".
- Sam Menning nel ruolo del sig. Booker, paziente a cui J.D. salvò la vita.

Tra gli altri, ricordiamo:
Alan Ruck, Michael Boatman, Barry Bostwick, Alexander Chaplin e Richard Kind (che precedentemente avevano già lavorato con Bill Lawrence in Spin City), Clay Aiken, Kareem Abdul-Jabbar, Sean Hayes, Phill Lewis, Christopher Meloni, Jay Mohr, Ryan Reynolds, Jimmie Walker, Carrot Top e Hattie Winston.